# Охотский улит
Охотский улит (лат. Tringa guttifer) — вид птиц семейства бекасовых.

## Описание
Длина тела составляет от 29 до 32 см. Клюв слегка изогнут кверху, двуцветный — вершина чёрная, середина и основание коричневатого или сероватого цвета. Радужина тёмно-коричневая. Ноги короткие, жёлтого цвета. Три пальца соединены перепонкой. Чёрный верх тела в брачный период имеет отчётливые белые пятна. Голова по бокам беловатого цвета с тёмно-бурыми пестринами. Низ тела белый.

## Распространение
Охотский улит гнездится в России вдоль побережья Охотского моря и на острове Сахалин. Зимовки расположены на островах Тайвань, Хайнань, Филиппинских, на побережье Юго-Восточной Азии. Миграция взрослых птиц начинается сразу после окончания гнездования — в июле или августе, молодые птицы мигрируют в сентябре.
Населяет заболоченные побережья лагунных заливов. В пище охотского улита преобладает мелкая рыба, водные и изредка наземные насекомые.

## Размножение
Гнездятся птицы на окраинах прибрежных лиственничных лесов вблизи болот, озёр и рек. Гнёзда располагаются на деревьях на высоте от 2 до 4 метров над землёй в чужих гнёздах (обычно дроздов). Крайне редко отмечается гнездование на земле. Достоверно известны находки только 6 гнёзд этого вида. Сначала 4 гнезда было найдено на берегах залива Чайво на Сахалине летом 1976 года. Затем гнёзда были обнаружены в заливе Счастья (Хабаровский край) в 2019 и 2020 годах. Птенцы выводкового типа. Обе родительские птицы участвуют в насиживании кладки и выкармливании выводка.

## Природоохранный статус
Очень редкий, малоизученный вид. Общая численность не более 1000 птиц.